# Nadiia Kichenok
Ne pas confondre avec Lyudmyla Kichenok, sa sœur jumelle, également joueuse de tennis.
Nadiia Kichenok, en ukrainien : Надія Вікторівна Кіченок, née le 20 juillet 1992 à Dnipropetrovsk, est une joueuse de tennis ukrainienne.
Sa sœur jumelle Lyudmyla, également joueuse de tennis, était sa principale partenaire de double jusqu'en 2016. Ensemble, elles ont remporté quatre titres.
À ce jour, elle a remporté neuf titres en double dames sur le circuit WTA.

## Palmarès

### Titres en double dames
| No | Date       | Nom et lieu du tournoi                         | Catégorie    | Dotation    | Surface      | Partenaire         | Finalistes                               | Score             |          |
| -- | ---------- | ---------------------------------------------- | ------------ | ----------- | ------------ | ------------------ | ---------------------------------------- | ----------------- | -------- |
| 1  | 04-01-2015 | Shenzhen Open Shenzhen                         | Intern'l     | 500 000 $   | Dur (ext.)   | Lyudmyla Kichenok  | Liang Chen Wang Yafan                    | 6-4, 7-66         | Parcours |
| 2  | 31-07-2016 | Brasil Tennis Cup Florianópolis                | Intern'l     | 250 000 $   | Dur (ext.)   | Lyudmyla Kichenok  | Tímea Babos Réka Luca Jani               | 6-3, 6-1          | Parcours |
| 3  | 24-04-2017 | Istanbul Cup Istanbul                          | Intern'l     | 250 000 $   | Terre (ext.) | Dalila Jakupović   | Nicole Melichar Elise Mertens            | 7-66, 6-2         | Parcours |
| 4  | 30-10-2018 | WTA Elite Trophy Zhuhai                        | Elite Trophy | 2 280 935 $ | Dur (int.)   | Lyudmyla Kichenok  | Shuko Aoyama Lidziya Marozava            | 6-4, 3-6, [10-7]  | Parcours |
| 5  | 13-01-2020 | Hobart International Hobart                    | Intern'l     | 251 750 $   | Dur (ext.)   | Sania Mirza        | Peng Shuai Zhang Shuai                   | 6-4, 6-4          | Parcours |
| 6  | 15-03-2021 | St. Petersburg Ladies Trophy Saint-Pétersbourg | WTA 500      | 565 530 $   | Dur (int.)   | Raluca Olaru       | Kaitlyn Christian Sabrina Santamaria     | 2-6, 6-3, [10-8]  | Parcours |
| 7  | 22-08-2021 | Chicago Open Chicago                           | WTA 250      | 235 238 $   | Dur (ext.)   | Raluca Olaru       | Lyudmyla Kichenok Makoto Ninomiya        | 7-66, 5-7, [10-8] | Parcours |
| 8  | 26-09-2022 | Tallinn Open Tallinn                           | WTA 250      | 251 750 $   | Dur (int.)   | Lyudmyla Kichenok  | Nicole Melichar-Martinez Laura Siegemund | 7-5, 4-6, [10-7]  | Parcours |
| 9  | 11-09-2023 | Kinoshita Group Japan Open Osaka               | WTA 250      | 259 303 $   | Dur (ext.)   | Anna-Lena Friedsam | Anna Kalinskaya Yulia Putintseva         | 7-63, 6-3         | Parcours |
| 10 | 14-07-2025 | MSC Hamburg Ladies Open Hambourg               | WTA 250      | 275 094 $   | Terre (ext.) | Makoto Ninomiya    | Anna Bondár Arantxa Rus                  | 6-4, 3-6, [11-9]  | Parcours |
| 11 | 21-07-2025 | Livesport Prague Open 2025 Prague              | WTA 250      | 275 094 $   | Dur (ext.)   | Makoto Ninomiya    | Lucie Havlíčková Laura Samson            | 1-6, 6-4, [10-7]  | Parcours |

### Finales en double dames
| No | Date       | Nom et lieu du tournoi                  | Catégorie | Dotation    | Surface      | Vainqueures                         | Partenaire          | Score             |          |
| -- | ---------- | --------------------------------------- | --------- | ----------- | ------------ | ----------------------------------- | ------------------- | ----------------- | -------- |
| 1  | 12-09-2011 | Tournoi de Tachkent Tachkent            | Intern'l  | 220 000 $   | Dur (ext.)   | Eléni Daniilídou Vitalia Diatchenko | Lyudmyla Kichenok   | 6-4, 6-3          | Parcours |
| 2  | 30-12-2013 | Shenzhen Open Shenzhen                  | Intern'l  | 500 000 $   | Dur (ext.)   | Monica Niculescu Klára Zakopalová   | Lyudmyla Kichenok   | 6-3, 6-4          | Parcours |
| 3  | 17-05-2015 | Internationaux de Strasbourg Strasbourg | Intern'l  | 250 000 $   | Terre (ext.) | Chuang Chia-jung Liang Chen         | Zheng Saisai        | 4-6, 6-4, [12-10] | Parcours |
| 4  | 03-04-2017 | Abierto GNP Seguros Monterrey           | Intern'l  | 250 000 $   | Dur (ext.)   | Nao Hibino Alicja Rosolska          | Dalila Jakupović    | 6-2, 7-64         | Parcours |
| 5  | 20-05-2018 | Internationaux de Strasbourg Strasbourg | Intern'l  | 250 000 $   | Terre (ext.) | Raluca Olaru Mihaela Buzărnescu     | Anastasia Rodionova | 7-5, 7-5          | Parcours |
| 6  | 30-07-2018 | Silicon Valley Classic San José         | Premier   | 733 900 $   | Dur (ext.)   | Latisha Chan Květa Peschke          | Lyudmyla Kichenok   | 6-4, 6-1          | Parcours |
| 7  | 20-06-2021 | Bad Homburg Open Bad Homburg            | WTA 250   | 235 238 $   | Gazon (ext.) | Darija Jurak Andreja Klepač         | Raluca Olaru        | 6-3, 6-1          | Parcours |
| 8  | 18-10-2021 | Moscou Open Moscou                      | WTA 500   | 565 530 $   | Dur (int.)   | Jeļena Ostapenko Kateřina Siniaková | Raluca Olaru        | 6-2, 4-6, [10-8]  | Parcours |
| 9  | 06-02-2023 | Upper Austria Ladies Linz Linz          | WTA 250   | 259 303 $   | Dur (int.)   | Natela Dzalamidze Viktória Kužmová  | Anna-Lena Friedsam  | 4-6, 7-5, [12-10] | Parcours |
| 10 | 01-04-2024 | Credit One Charleston Open Charleston   | WTA 500   | 922 573 $   | Terre (ext.) | Ashlyn Krueger Sloane Stephens      | Lyudmyla Kichenok   | 1-6, 6-3, [10-7]  | Parcours |
| 11 | 27-01-2025 | Upper Austria Ladies Linz Linz          | WTA 500   | 1 064 510 $ | Dur (int.)   | Tímea Babos Luisa Stefani           | Lyudmyla Kichenok   | 3-6, 7-5, [10-4]  | Parcours |

### Finales en double en WTA 125
| No | Date       | Nom et lieu du tournoi     | Catégorie | Dotation  | Surface      | Vainqueures                  | Partenaire         | Score              |          |
| -- | ---------- | -------------------------- | --------- | --------- | ------------ | ---------------------------- | ------------------ | ------------------ | -------- |
| 1  | 31-10-2022 | Dow Tennis Classic Midland | WTA 125   | 115 000 $ | Dur (int.)   | Asia Muhammad Alycia Parks   | Anna-Lena Friedsam | 6-2, 6-3           | Parcours |
| 2  | 15-05-2023 | Trophée Clarins Paris      | WTA 125   | 115 000 $ | Terre (ext.) | Anna Danilina Vera Zvonareva | Alycia Parks       | 5-7, 7-62, [14-12] | Parcours |

## Parcours en Grand Chelem

### En simple dames
| Année | Open d'Australie | Open d'Australie   | Internationaux de France | Internationaux de France | Wimbledon | Wimbledon       | US Open | US Open         |
| ----- | ---------------- | ------------------ | ------------------------ | ------------------------ | --------- | --------------- | ------- | --------------- |
| 2013  | —                | —                  | Q1                       | Andrea Petkovic          | Q1        | Carina Witthöft | Q1      | Daria Gavrilova |
| 2014  | 1er tour (1/64)  | Ayumi Morita       | 1er tour (1/64)          | Marina Erakovic          | Q1        | Nicole Gibbs    | Q1      | Gioia Barbieri  |
| 2015  | Q1               | Akgul Amanmuradova | —                        | —                        | —         | —               | —       | —               |

N.B. : à droite du résultat se trouve le nom de l'ultime adversaire.

### En double dames
| Année | Open d'Australie                                                                        | Open d'Australie                                                                       | Internationaux de France                                                                  | Internationaux de France                                                             | Wimbledon                                                                                | Wimbledon | US Open | US Open |
| ----- | --------------------------------------------------------------------------------------- | -------------------------------------------------------------------------------------- | ----------------------------------------------------------------------------------------- | ------------------------------------------------------------------------------------ | ---------------------------------------------------------------------------------------- | --------- | ------- | ------- |
| 2014  | —                                                                                       | —                                                                                      | —                                                                                         | —                                                                                    | 2e tour (1/16) L. Kichenok \|\| style="text-align:left;" \| S. Errani R. Vinci           | —         | —       |         |
| 2015  | —                                                                                       | —                                                                                      | 1er tour (1/32) R. Olaru \|\| style="text-align:left;" \| Z. Diyas Xu Y.                  | 1er tour (1/32) B. Jovanovski \|\| style="text-align:left;" \| M. Erakovic H. Watson | 2e tour (1/16) L. Kichenok \|\| style="text-align:left;" \| K. Bertens J. Larsson        |           |         |         |
| 2016  | 2e tour (1/16) L. Kichenok \|\| style="text-align:left;" \| M. Hingis S. Mirza          | 2e tour (1/16) L. Kichenok \|\| style="text-align:left;" \| A. Hlaváčková L. Hradecká  | 1er tour (1/32) L. Tsurenko \|\| style="text-align:left;" \| S. Aoyama M. Ninomiya        | 2e tour (1/16) L. Kichenok \|\| style="text-align:left;" \| V. King M. Niculescu     |                                                                                          |           |         |         |
| 2017  | 1er tour (1/32) L. Kichenok \|\| style="text-align:left;" \| A. Barty C. Dellacqua      | 1er tour (1/32) L. Kichenok \|\| style="text-align:left;" \| A. Konjuh M. Linette      | 2e tour (1/16) O. Savchuk \|\| style="text-align:left;" \| E. Mertens D. Schuurs          | 2e tour (1/16) An. Rodionova \|\| style="text-align:left;" \| E. Makarova E. Vesnina |                                                                                          |           |         |         |
| 2018  | 1/8 de finale An. Rodionova \|\| style="text-align:left;" \| I.C. Begu M. Niculescu     | 2e tour (1/16) An. Rodionova \|\| style="text-align:left;" \| Duan Y.-Y. A. Sasnovich  | —                                                                                         | —                                                                                    | 1er tour (1/32) An. Rodionova \|\| style="text-align:left;" \| M. Linette A. Tomljanović |           |         |         |
| 2019  | 2e tour (1/16) Wang Y. \|\| style="text-align:left;" \| N. Melichar K. Peschke          | 1/8 de finale A. Spears \|\| style="text-align:left;" \| K. Flipkens J. Larsson        | 1/8 de finale A. Spears \|\| style="text-align:left;" \| N. Melichar K. Peschke           | 2e tour (1/16) A. Spears \|\| style="text-align:left;" \| V. Azarenka A. Barty       |                                                                                          |           |         |         |
| 2020  | 1er tour (1/32) S. Mirza \|\| style="text-align:left;" \| Han X. Zhu L.                 | 1er tour (1/32) L. Kichenok \|\| style="text-align:left;" \| V. Gracheva J. Paolini    | Annulé                                                                                    | Annulé                                                                               | 1er tour (1/16) L. Kichenok \|\| style="text-align:left;" \| H. Carter L. Stefani        |           |         |         |
| 2021  | 2e tour (1/16) K. Bondarenko \|\| style="text-align:left;" \| L. Siegemund V. Zvonareva | 2e tour (1/16) R. Olaru \|\| style="text-align:left;" \| C. Burel C. Paquet            | 1/8 de finale R. Olaru \|\| style="text-align:left;" \| C. Dolehide S. Sanders            | 1/8 de finale R. Olaru \|\| style="text-align:left;" \| A. Guarachi D. Krawczyk      |                                                                                          |           |         |         |
| 2022  | 1er tour (1/32) S. Mirza \|\| style="text-align:left;" \| K. Juvan T. Zidanšek          | 1er tour (1/32) R. Olaru \|\| style="text-align:left;" \| V. Golubic J. Teichmann      | 1/8 de finale R. Olaru \|\| style="text-align:left;" \| E. Mertens Zhang S.               | 1er tour (1/32) O. Kalashnikova \|\| style="text-align:left;" \| M. Kostyuk Zhang S  |                                                                                          |           |         |         |
| 2023  | 2e tour (1/16) K. Zimmermann \|\| style="text-align:left;" \| S. Aoyama E. Shibahara    | 1er tour (1/32) A.L. Friedsam \|\| style="text-align:left;" \| I. Neel Wu F.-h.        | 1er tour (1/32) A. Rosolska \|\| style="text-align:left;" \| S. Hunter E. Mertens         | 2e tour (1/16) D. Collins \|\| style="text-align:left;" \| T. Maria A. Rus           |                                                                                          |           |         |         |
| 2024  | 1er tour (1/32) D. Collins \|\| style="text-align:left;" \| E. Avanesyan I. Shymanovich | 1/4 de finale M. Kato \|\| style="text-align:left;" \| C. Gauff K. Siniaková           | 1/4 de finale T. Babos \|\| style="text-align:left;" \| C. Dolehide D. Krawczyk           | 1er tour (1/32) T. Babos \|\| style="text-align:left;" \| S. Kenin B. Mattek-Sands   |                                                                                          |           |         |         |
| 2025  | 1/8 de finale L. Fernandez \|\| style="text-align:left;" \| K. Siniaková T. Townsend    | 1er tour (1/32) D. Yastremska \|\| style="text-align:left;" \| K. Rakhimova A. Sisková | 1er tour (1/32) Y. Starodubtseva \|\| style="text-align:left;" \| Zhang S. E. Alexandrova |                                                                                      |                                                                                          |           |         |         |

N.B. : le nom de la partenaire se trouve sous le résultat ; les noms des ultimes adversaires se trouvent à droite.

### En double mixte
| Année | Open d'Australie                                                                             | Open d'Australie | Internationaux de France                                                     | Internationaux de France                                                         | Wimbledon                                                                           | Wimbledon | US Open                                                                            | US Open |
| ----- | -------------------------------------------------------------------------------------------- | ---------------- | ---------------------------------------------------------------------------- | -------------------------------------------------------------------------------- | ----------------------------------------------------------------------------------- | --------- | ---------------------------------------------------------------------------------- | ------- |
| 2018  | 2e tour (1/8) M. Granollers \|\| style="text-align:left;" \| A. Hlaváčková E. Roger-Vasselin | —                | —                                                                            | 2e tour (1/16) M. Daniell \|\| style="text-align:left;" \| A. Spears J.S. Cabal  | 1/4 de finale D. Koolhof \|\| style="text-align:left;" \| B. Mattek-Sands J. Murray |           |                                                                                    |         |
| 2019  | —                                                                                            | —                | 1/2 finale A. Qureshi \|\| style="text-align:left;" \| G. Dabrowski M. Pavić | 1/8 de finale A. Qureshi \|\| style="text-align:left;" \| K. Peschke W. Koolhof  | —                                                                                   | —         |                                                                                    |         |
| 2020  | 1/4 de finale R. Bopanna \|\| style="text-align:left;" \| B. Krejčíková N. Mektić            | Annulé           | Annulé                                                                       | Annulé                                                                           | Annulé                                                                              | Annulé    | Annulé                                                                             |         |
| 2021  | —                                                                                            | —                | —                                                                            | —                                                                                | 2e tour (1/16) A. Qureshi \|\| style="text-align:left;" \| Chan Y.-j. I. Dodig      | —         | —                                                                                  |         |
| 2022  | 1/8 de finale S. González \|\| style="text-align:left;" \| E. Shibahara B. McLachlan         | —                | —                                                                            | —                                                                                | —                                                                                   | —         | —                                                                                  |         |
| 2023  | —                                                                                            | —                | —                                                                            | —                                                                                | —                                                                                   | —         | 1er tour (1/16) M. González \|\| style="text-align:left;" \| E. Shibahara M. Pavić |         |
| 2024  | 1er tour (1/16) M. González \|\| style="text-align:left;" \| Y. Sizikova J. Murray           | —                | —                                                                            | 1er tour (1/16) S. Gillé \|\| style="text-align:left;" \| H. Watson J. Salisbury | 2e tour (1/8) H. Nys \|\| style="text-align:left;" \| T. Townsend D. Young          |           |                                                                                    |         |

N.B. : le nom du partenaire se trouve sous le résultat ; les noms des ultimes adversaires se trouvent à droite.

## Parcours en «Premier Mandatory» et «Premier 5»
Découlant d'une réforme du circuit WTA inaugurée en 2009, les tournois WTA « Premier Mandatory » et « Premier 5 » constituent les catégories d'épreuves les plus prestigieuses, après les quatre levées du Grand Chelem.

### En simple dames
| Année |       |                              |                |        |                          |        |            |       |             |       |  |  |
| Doha  | Dubaï | Indian Wells                 | Miami          | Madrid | Rome                     | Canada | Cincinnati | Pékin |             | Tokyo |  |  |
| Doha  | Dubaï | Indian Wells                 | Miami          | Madrid | Rome                     | Canada | Cincinnati | Pékin | Wuhan       |       |  |  |
| Doha  | Dubaï | Indian Wells                 | Miami          | Madrid | Rome                     | Canada | Cincinnati | Pékin | Guadalajara |       |  |  |
| 2013  |       | 1er tour (1/32) U. Radwańska | Hors catégorie |        |                          |        |            |       |             |       |  |  |
| 2014  |       |                              | Hors catégorie |        | 1er tour (1/64) A. Riske |        |            |       |             |       |  |  |

Sous le résultat, l’ultime adversaire.
1. 1 2   Les tournois de Doha et Dubaï alternent le statut de tournoi WTA 1000 (ex Premier 5) entre 2009 et 2023 : les trois premières éditions ont lieu à Dubaï, les trois suivantes à Doha, puis Dubaï accueille le tournoi de cette catégorie les années impaires et Dubaï les années paires. De 2011 à 2023, la ville qui n’accueille pas de WTA 1000 organise à la place un tournoi WTA 500 (ex Premier).
2. 1 2 3 4 5 6 7 8   L’ordre de déroulement des tournois a évolué depuis 2009 : Rome se dispute avant Madrid et Cincinnati avant Montréal/Toronto jusqu’en 2010, tandis que Tokyo/Wuhan/Guadalajara ont lieu avant Pékin jusqu’en 2023.

## Parcours aux Jeux olympiques

### En double dames
| # | Date       | Nom de l'olympiade                  | Surface             | Résultat        | Partenaire        | Ultimes adversaires                | Score             |          |
| - | ---------- | ----------------------------------- | ------------------- | --------------- | ----------------- | ---------------------------------- | ----------------- | -------- |
| 1 | 06/08/2016 | Olympic Tennis Event Rio de Janeiro | Dur (ext.)          | 1er tour (1/16) | Lyudmyla Kichenok | Xu Yifan Zheng Saisai              | 6-0, 6-3          | Parcours |
| 2 | 31/07/2021 | Olympic Tennis Event Tokyo          | Dur (ext.)          | 1/4 de finale   | Lyudmyla Kichenok | Elena Vesnina Veronika Kudermetova | 6-2, 6-1          | Parcours |
| 3 | 31/07/2024 | Olympic Tennis Event Paris          | Terre battue (ext.) | 1/4 de finale   | Lyudmyla Kichenok | Cristina Bucșa Sara Sorribes Tormo | 6-3, 2-6, [12-10] | Parcours |

## Parcours en Fed Cup
| #                                                                 | Date       | Lieu      | Surface      | Gagnante(s)                       | Perdante(s)                       | Score            |          |
| ----------------------------------------------------------------- | ---------- | --------- | ------------ | --------------------------------- | --------------------------------- | ---------------- | -------- |
|                                                                   |            |           |              |                                   |                                   |                  |          |
| 2010 - Barrage (groupe mondial I) - Ukraine - Australie - 0 : 5   |            |           |              |                                   |                                   |                  |          |
| 1                                                                 | 24/04/2010 | Kharkiv   | Terre (int.) | Anastasia Rodionova Rennae Stubbs | Lyudmyla Kichenok Nadiia Kichenok | 6-2, 6-72, 6-1   | Parcours |
|                                                                   |            |           |              |                                   |                                   |                  |          |
| 2012 - Barrage (groupe mondial I) - Ukraine - États-Unis - 0 : 5  |            |           |              |                                   |                                   |                  |          |
| 2                                                                 | 21/04/2012 | Kharkiv   | Terre (ext.) | Liezel Huber Sloane Stephens      | Lyudmyla Kichenok Nadiia Kichenok | 6-4, 6-1         | Parcours |
|                                                                   |            |           |              |                                   |                                   |                  |          |
| 2017 - 1er tour (groupe mondial II) - Ukraine - Australie : 3 - 1 |            |           |              |                                   |                                   |                  |          |
| 3                                                                 | 11/02/2017 | Kharkiv   | Dur (int.)   | Ashleigh Barty Casey Dellacqua    | Nadiia Kichenok Olga Savchuk      | 6-2, 2-6, [10-8] | Parcours |
|                                                                   |            |           |              |                                   |                                   |                  |          |
| 2017 - Barrage (groupe mondial I) - Allemagne - Ukraine - 3 - 2   |            |           |              |                                   |                                   |                  |          |
| 4                                                                 | 22/04/2017 | Stuttgart | Terre (int.) | Nadiia Kichenok Olga Savchuk      | Laura Siegemund Carina Witthöft   | 6-4, 4-6, [10-6] | Parcours |
|                                                                   |            |           |              |                                   |                                   |                  |          |
| 2018 - 1er tour (groupe mondial II) - Australie - Ukraine : 3 : 2 |            |           |              |                                   |                                   |                  |          |
| 4                                                                 | 10/02/2018 | Canberra  | Gazon (ext.) | Nadiia Kichenok                   | Daria Gavrilova                   | 4-6, 6-2, 6-3    | Parcours |
| 4                                                                 | 10/02/2018 | Canberra  | Gazon (ext.) | Ashleigh Barty Casey Dellacqua    | Lyudmyla Kichenok Nadiia Kichenok | 6-3, 6-4         | Parcours |

## Classements WTA en fin de saison
| Année          | 2007 | 2008 | 2009 | 2010 | 2011 | 2012 | 2013 | 2014 | 2015 | 2016 | 2017 | 2018 | 2019 | 2020 | 2021 | 2022 | 2023 | 2024 |
| Rang en simple | 889  | 781  | 597  | 473  | 491  | 254  | 107  | 185  | 266  | 486  | –    | –    | 613  | 653  | 1410 | 685  | –    | –    |
| Rang en double | –    | 379  | 282  | 161  | 144  | 111  | 107  | 95   | 59   | 67   | 49   | 37   | 39   | 50   | 31   | 77   | 53   | 40   |

Source : (en) Classements de Nadiia Kichenok sur le site officiel de la Fédération internationale de tennis